# Клемм, Евгения Лазаревна
Евгения Лазаревна Клемм (20 декабря 1898, Белград — 3 сентября, 1953, Одесса) — советский педагог,  военный медик и военная переводчица во время Великой Отечественной войны, участница сопротивления узников концлагеря Равенсбрюк.

## Биография
Родилась в Белграде в семье серба Лазаря Радаковича и еврейки, подданной Российской империи. В 1903 году перебралась с матерью в Одессу. В 1917 году окончила гимназию
.
Была участницей Гражданской войны. Вышла замуж за литовского красноармейца Роберта Клемма, который вскоре погиб. Затем окончила Одесский институт народного образования и добровольно отправилась работать учительницей на Дальний Восток.
В 1930-х годах вернулась в Одессу, стала преподавателем Одесского педагогического института, где вела курс методики преподавания истории . 
В 1941 году, после начала Великой Отечественной войны, стала сначала военным фельдшером, а затем — военным переводчиком в Отдельной Приморской армии. После падения Севастополя в июле 1942 года попала в немецкий плен. 
В феврале 1943 года немцы привезли в город Зост около 600 советских женщин-военнопленных для работы на военных заводах. В группе этих пленных была и Евгения Клемм, которая пользовалась особым авторитетом среди женщин-военнопленных. От имени всех, на немецком языке она заявила: «Мы — военнопленные и на военных заводах работать не будем». После этого женщины были избиты, а 536 из них, в том числе и Клемм, были отправлены в концлагерь Равенсбрюк.
Узница Равенсбрюка из этой группы Антонина Николаевна Чарнецкая-Бойченко вспоминала про Евгению Клемм так: «Благодаря ей мы выжили. Меня сначала прятали под крышей, пока не заживала нога. Помню, как-то выбили зубы, били сильно. А она всегда говорила: «Девочки, не плачьте, не показывайте им, что нам плохо». Это давало силы».
Евгения Лазаревна тайно учила советских узниц Равенсбрюка истории и немецкому языку и завязывала контакты с узницами из других стран. В апреле 1945 года во время «марша смерти» её вместе с другими освободили советские войска. После освобождения некоторое время работала переводчицей при советской военной комендатуре в городе Нойштрелиц. 
Затем вернулась в Одессу, вновь преподавала в Одесском пединституте, но в 1953 году была уволена. Тогда она покончила с собой, повесившись на двери своей комнаты. В предсмертной записке она написала: «Всю свою жизнь я всем сердцем любила свою Родину. Я любила свою работу; я была счастлива сознавать, что моя работа служит улучшению коммунистического общества; я всегда считала, что работать — это значит жить и бороться; не работать — значит не жить. Теперь я оторвана от моей кафедры и от моей работы; никто даже не позаботился объяснить мне, почему. Неужели я настолько ничтожное существо, что никто не смог сообщить мне персонально — никто со мной даже не поговорил. Я покидаю этот мир. Я прошу выполнить мою волю: перевести мои личные сбережения со сберегательной книжки, 5300 рублей, на счет Педагогического института». Похоронена на Втором Христианском кладбище Одессы.